# Skalické alúvium Moravy
Skalické alúvium Moravy este o arie protejată (arie specială de conservare — SAC, sit de importanță comunitară — SCI) din Slovacia întinsă pe o suprafață de 251,45 ha, integral pe uscat.

## Localizare
Centrul sitului Skalické alúvium Moravy este situat la coordonatele 48°51′22″N 17°10′34″E / 48.856111°N 17.176111°E.

## Înființare
Situl Skalické alúvium Moravy a fost declarat sit de importanță comunitară în aprilie 2004 pentru a proteja 15 specii de animale. Situl a fost protejat și ca arie specială de conservare în martie 2004.

## Biodiversitate
Situată în ecoregiunea panonică, aria protejată conține 4 habitate naturale: Râuri cu maluri nămoloase cu vegetație de Chenopodion rubri p.p. și Bidention p.p., Lacuri eutrofice naturale cu vegetație de tip Magnopotamion sau Hydrocharition, Fânețe de joasă altitudine (Alopecurus pratensis, Sanguisorba officinalis), Păduri mixte riverane de Quercus robur, Ulmus laevis și Ulmus minor, Fraxinus excelsior sau Fraxinus angustifolia, de-a lungul marilor râuri (Ulmenion minoris).
La baza desemnării sitului se află mai multe specii protejate:
- păsări (5): gâscă de semănătură (Anser fabalis), rața moțată (Aythya fuligula), lebădă de vară (Cygnus olor), egretă albă (Egretta alba), lișiță (Fulica atra)
- amfibieni (2): buhai de baltă cu burta roșie (Bombina bombina), triton cu creastă dobrogean (Triturus dobrogicus)
- mamifere (1): castor (Castor fiber)
- nevertebrate (4): croitorul mare al stejarului (Cerambyx cerdo), Cucujus cinnaberinus, rădașcă (Lucanus cervus), Ophiogomphus cecilia
- pești (3): avat (Aspius aspius), boarță (Rhodeus sericeus amarus), Romanogobio albipinnatus

Pe lângă speciile protejate, pe teritoriul sitului au mai fost identificate 5 specii de plante, 6 specii de amfibieni, 3 specii de mamifere, 12 specii de nevertebrate, 10 specii de pești, 3 specii de reptile.